# アカパンカビ
アカパンカビ（学名: Neurospora crassa）は、子嚢菌門に属する糸状菌の一種。モデル生物としても重要である。

## 特徴
アカパンカビは小さな球状の子実体を作る子嚢菌の1種で、古典的には子嚢菌門核菌綱タマカビ目（Sphaeriales）に分類してきた。分子系統解析に基づく現在の分類では、子嚢菌門フンタマカビ綱フンタマカビ目フンタマカビ科となる。
アカパンカビ（red bread mould）の名は、分生子が赤みを帯びていることに由来する。したがって、和名そのものはこの菌のアナモルフ（不完全世代）に与えられたものである。
通常の分生子は分節型で、この形のものは不完全菌としてはMonilia属に含まれる。気中に伸び、枝分かれした菌糸が、寸断されるようにして、個々には楕円形の分生子の鎖になる。寒天培地上では非常に生育が早く、径10 cmのシャーレが一日でいっぱいになる。菌糸は主として寒天表面か気中に伸びて、ふわふわとした姿で、すみやかに分生子を形成するので、全体に赤みを帯びる。
自家不和合性で、性的に和合性を有する菌株同士が摂食したときにのみ有性生殖が行われ、子実体が形成される。
子実体はほぼ球形・黒色で、頂端がやや突出した壷状をなし、その先端に内部への入り口が開く。内部には細長い子嚢が束になって形成され、子嚢内には子嚢胞子が八個入っている。

## 利用
古くから遺伝学の研究に用いられている。これは以下の特徴によるものである。
- 人工培養が簡単であること。
- 栄養要求がごく単純であり、その分析が容易であること。
- 子嚢が細長く、その内部の胞子が一列に並ぶことは、減数分裂の結果として形成された遺伝子型の異なる胞子を、遺伝子型を特定しつつ選択的に取り出すのに好都合であること。
- 分生子にX線を照射して突然変異を誘発するのが簡単である。

特に突然変異で生じた栄養要求株の研究は一遺伝子一酵素説の基礎となり、遺伝子の機能やその実体の解明への糸口となった事は有名である。また、最初にゲノム配列が解読された糸状菌でもある。
他方、分生子が簡単に空中に飛散し、分生子形成や成長も早い性質は、微生物培養においてはやっかいなものである。望まない場合にこの菌が侵入すると、たちまちのうちにあちこちの培地に侵入し、しかもすぐに広がって分生子をまき散らすので、もっとも恐るべき雑菌の一つである。

## その他
ヨーロッパではごく普通に出現するカビである。非常に成長が早く、分生子形成も素速く行なうため、一夜にしてパンが全体に薄赤く染まる、といった現象を引き起こす。また、子嚢胞子が熱を受けると発芽しやすくなる性質があるので、焚き火のあとなどに発生することも多く、パン工場なども発生が多い。日本では出現頻度は高くないが高湿な時期にキパンカビが発生した例がある。焚き火の燃えさしや焦げた穀類の種皮などから発生するので、元来山火事跡や野火跡のような環境に適応して派生した子嚢菌ではないかという説もある。